# Pompei (gramàtic)
Pompei  o Pompeu (en llatí Pompeius) va ser un gramàtic llatí de data incerta, anterior a Servi i a Cassiodor ja que sembla que aquests dos autors van fer ús de les seves obres.
Va escriure:
- 1. Commentum artis Donati, un comentari a l'Ars grammatica d'Eli Donat en trenta-una seccions.
- 2. Commentariolus in librum Donati de Barbaris et Metaplasmis, en sis seccions.[1]